# Porcellium productum
Porcellium productum is een pissebed uit de familie Trachelipodidae. De wetenschappelijke naam van de soort is voor het eerst geldig gepubliceerd in 1960 door Frankenberger.